# Borville
Borville település Franciaországban, Meurthe-et-Moselle megyében. Lakosainak száma 86 fő (2022. január 1.). Borville Clayeures, Froville, Loromontzey, Rozelieures és Saint-Rémy-aux-Bois községekkel határos.

## Népesség
A település népességének változása:
| Lakosok száma | 99   | 75   | 82   | 99   | 97   | 100  | 97   | 89   | 88   | 86   |
|               | 1968 | 1982 | 1990 | 2006 | 2013 | 2015 | 2017 | 2019 | 2020 | 2022 |